# Anisothecium lorentzii
Anisothecium lorentzii är en bladmossart som beskrevs av Brotherus 1924. Anisothecium lorentzii ingår i släktet Anisothecium och familjen Dicranaceae. Inga underarter finns listade i Catalogue of Life.